# Epson Grand Prix of Europe
O Epson Grand Prix of Europe foi um torneio masculino de golfe do PGA European Tour, que foi disputado anualmente entre 1986 e 1991 no St. Pierre Golf & Country Club, em Chepstow, no Gales do Sul. Foi um torneio de jogo por buraco durante os primeiros quatro anos antes de alternar para modalidade de jogo por tacadas nas duas últimas edições. Em 1991, o prêmio foi de 450,000 £.

## Campeões
| Ano                                               | Campeão                    | País                       | Pontuação                  | Par                        | Margem                     | Vice-campeão(ões)                |
| Epson Grand Prix of Europe                        | Epson Grand Prix of Europe | Epson Grand Prix of Europe | Epson Grand Prix of Europe | Epson Grand Prix of Europe | Epson Grand Prix of Europe | Epson Grand Prix of Europe       |
| ------------------------------------------------- | -------------------------- | -------------------------- | -------------------------- | -------------------------- | -------------------------- | -------------------------------- |
| 1991                                              | José María Olazábal        | Espanha                    | 265                        | −19                        | 9 tacadas                  | Mark James                       |
| 1990                                              | Ian Woosnam                | País de Gales              | 271                        | −13                        | 3 tacadas                  | Mark McNulty José María Olazábal |
| Epson Grand Prix of Europe Matchplay Championship |                            |                            |                            |                            |                            |                                  |
| 1989                                              | Seve Ballesteros           | Espanha                    | 4 & 3                      | 4 & 3                      | 4 & 3                      | Denis Durnian                    |
| 1988                                              | Bernhard Langer            | Alemanha Ocidental         | 4 & 3                      | 4 & 3                      | 4 & 3                      | Mark McNulty                     |
| 1987                                              | Mats Lanner                | Suécia                     | 1 up                       | 1 up                       | 1 up                       | Jeff Hawkes                      |
| 1986                                              | Ove Sellberg               | Suécia                     | 3 & 2                      | 3 & 2                      | 3 & 2                      | Howard Clark                     |